# Satyrus vivian
Satyrus vivian är en fjärilsart som beskrevs av Ramon Agenjo Cecilia 1963. Satyrus vivian ingår i släktet Satyrus och familjen praktfjärilar. Inga underarter finns listade.